# Ring Magazine fight of the year
Ogni anno dal 1922 la rivista Ring Magazine nomina l'incontro di pugilato di maggior spicco e qualità avvenuto nel corso dell'anno come Fight of the Year, basandosi su criteri stabiliti dai giornalisti della redazione.

## Fight of the Year per decennio

### Anni venti
- 1922 -  Harry Greb W 15  Gene Tunney
- 1923 -  Jack Dempsey KO 2  Luis Firpo
- 1924 -  Gene Tunney (2) TKO 15  Georges Carpentier
- 1925 -  Harry Greb (2) W 15  Mickey Walker
- 1926 -  Gene Tunney (3) W 10  Jack Dempsey (2) I
- 1927 -  Gene Tunney (4) W 10  Jack Dempsey (3) II — vedi The Long Count Fight
- 1928 -  Tommy Loughran W 15  Leo Lomski
- 1929 -  Max Schmeling TKO 9  Johnny Risko

### Anni trenta
- 1930 -  Jack Kid Berg W 10  Kid Chocolate I
- 1931 -  Max Schmeling (2) TKO 15  Young Stribling
- 1932 -  Tony Canzoneri W 15  Billy Petrolle II
- 1933 -  Max Baer TKO 10  Max Schmeling (3)
- 1934 -  Barney Ross W 15  Jimmy McLarnin I
- 1935 -  Joe Louis KO 4  Max Baer (2)
- 1936 -  Max Schmeling (4) KO 12  Joe Louis (2) I — vedi Joe Louis vs. Max Schmeling
- 1937 -  Joe Louis (3) W 15  Tommy Farr
- 1938 -  Henry Armstrong W 15  Lou Ambers I
- 1939 -  Joe Louis (4) KO 11  Bob Pastor II

### Anni quaranta
- 1940 -  Ceferino Garcia D 10  Henry Armstrong (2)
- 1941 -  Joe Louis (5) KO 13  Billy Conn I
- 1942 -  Willie Pep W 15  Chalky Wright I
- 1943 -  Beau Jack W 15  Bob Montgomery II
- 1944 -  Bob Montgomery (2) W 15  Beau Jack (2) III
- 1945 -  Rocky Graziano KO 10  Red Cochrane I
- 1946 -  Tony Zale KO 6  Rocky Graziano (2) I
- 1947 -  Rocky Graziano (3) TKO 6  Tony Zale (2) II
- 1948 -  Marcel Cerdan KO 11  Tony Zale (3)
- 1949 -  Willie Pep (2) W 15  Sandy Saddler II

### Anni cinquanta
- 1950 -  Jake LaMotta KO 15  Laurent Dauthuille II
- 1951 -  Jersey Joe Walcott KO 7  Ezzard Charles III
- 1952 -  Rocky Marciano KO 13  Jersey Joe Walcott (2) I — vedi Jersey Joe Walcott vs. Rocky Marciano
- 1953 -  Rocky Marciano (2) TKO 11  Roland La Starza II
- 1954 -  Rocky Marciano (3) KO 8  Ezzard Charles (2) II — vedi Rocky Marciano vs. Ezzard Charles
- 1955 -  Carmen Basilio TKO 12  Tony DeMarco II
- 1956 -  Carmen Basilio (2) TKO 9  Johnny Saxton II
- 1957 -  Carmen Basilio (3) W 15  Sugar Ray Robinson I
- 1958 -  Sugar Ray Robinson (2) W 15  Carmen Basilio (4) II
- 1959 -  Gene Fullmer TKO 14  Carmen Basilio (5) I

### Anni sessanta
- 1960 -  Floyd Patterson KO 5  Ingemar Johansson II
- 1961 -  Joe Brown W 15  Dave Charnley II
- 1962 -  Joey Giardello W 10  Henry Hank II
- 1963 -  Cassius Clay W 10  Doug Jones
- 1964 -  Cassius Clay (2) KO 7  Sonny Liston I — vedi Sonny Liston vs. Cassius Clay
- 1965 -  Floyd Patterson (2) W 12  George Chuvalo
- 1966 -  José Torres W 15  Eddie Cotton
- 1967 -  Nino Benvenuti W 15  Emile Griffith I — vedi Emile Griffith vs. Nino Benvenuti
- 1968 -  Dick Tiger W 10  Frank DePaula
- 1969 -  Joe Frazier KO 7  Jerry Quarry I

### Anni settanta
- 1970 -  Carlos Monzón TKO 12  Nino Benvenuti (2) I — vedi Nino Benvenuti vs. Carlos Monzón
- 1971 -  Joe Frazier (2) W 15  Muhammad Ali (3) I — vedi Fight of the Century
- 1972 -  Bob Foster KO 14  Chris Finnegan
- 1973 -  George Foreman TKO 2  Joe Frazier (3) I — vedi Joe Frazier vs. George Foreman
- 1974 -  Muhammad Ali (4) KO 8  George Foreman (2) — vedi The Rumble in the Jungle
- 1975 -  Muhammad Ali (5) KO 14  Joe Frazier (4) III — vedi Thrilla in Manila
- 1976 -  George Foreman (3) KO 5  Ron Lyle
- 1977 -  Jimmy Young W 12  George Foreman (4)
- 1978 -  Leon Spinks W 15  Muhammad Ali (6) I
- 1979 -  Danny Lopez KO 15  Mike Ayala

### Anni ottanta
- 1980 -  Matthew Saad Muhammad TKO 14  Yaqui López II
- 1981 -  Sugar Ray Leonard TKO 14  Thomas Hearns I — vedi Sugar Ray Leonard vs. Thomas Hearns
- 1982 -  Bobby Chacon W 15  Rafael Limón IV
- 1983 -  Bobby Chacon (2) W 12  Cornelius Boza-Edwards II
- 1984 -  José Luis Ramírez TKO 4  Edwin Rosario II
- 1985 -  Marvin Hagler TKO 3  Thomas Hearns (2) — vedi The War
- 1986 -  Stevie Cruz W 15  Barry McGuigan
- 1987 -  Sugar Ray Leonard (2) W 12  Marvin Hagler (2) — vedi Marvin Hagler vs. Sugar Ray Leonard
- 1988 -  Tony Lopez W 12  Rocky Lockridge I
- 1989 -  Roberto Durán W 12  Iran Barkley

### Anni novanta
- 1990 -  Julio César Chávez TKO 12  Meldrick Taylor I
- 1991 -  Robert Quiroga W 12  Akeem Anifowoshe
- 1992 -  Riddick Bowe W 12  Evander Holyfield I — vedi Evander Holyfield vs. Riddick Bowe
- 1993 -  Michael Carbajal KO 7  Humberto González I
- 1994 -  Jorge Castro KO 9  John David Jackson I
- 1995 -  Saman Sorjaturong TKO 7  Humberto González (2)
- 1996 -  Evander Holyfield (2) TKO 11  Mike Tyson I — vedi Evander Holyfield vs. Mike Tyson
- 1997 -  Arturo Gatti TKO 5  Gabriel Ruelas
- 1998 -  Ivan Robinson W 10  Arturo Gatti (2) I
- 1999 -  Paulie Ayala W 12  Johnny Tapia I

### Anni duemila
- 2000 -  Érik Morales W 12  Marco Antonio Barrera I
- 2001 -  Micky Ward W 10  Emanuel Augustus
- 2002 -  Micky Ward (2) W 10  Arturo Gatti (3) I
- 2003 -  Arturo Gatti (4) W 10  Micky Ward (3) III
- 2004 -  Marco Antonio Barrera (2) W 12  Érik Morales (2) III
- 2005 -  Diego Corrales TKO 10  José Luis Castillo I
- 2006 -  Somsak Sithchatchawal TKO 10  Mahyar Monshipour
- 2007 -  Israel Vázquez TKO 6  Rafael Márquez II
- 2008 -  Israel Vázquez (2) W 12  Rafael Márquez (2) III
- 2009 -  Juan Manuel Márquez TKO 9  Juan Diaz I

### Anni duemiladieci
- 2010 -  Giovani Segura KO 8  Ivan Calderon I
- 2011 -  Victor Ortiz W 12  Andre Berto I
- 2012 -  Juan Manuel Márquez (2) KO 6  Manny Pacquiao IV
- 2013 -  Timothy Bradley W 12  Ruslan Provodnikov
- 2014 -  Lucas Matthysse KO 11  John Molina Jr.
- 2015 -  Francisco Vargas TKO 9  Takeshi Miura
- 2016 -  Francisco Vargas (2) D 12  Orlando Salido
- 2017 -  Anthony Joshua TKO 11  Wladimir Klitschko — vedi Anthony Joshua vs. Wladimir Klitschko
- 2018 -  Saúl Álvarez W 12  Gennady Golovkin II
- 2019 -  Naoya Inoue W 12  Nonito Donaire

### Anni duemilaventi
- 2020 -  José Zepeda KO 5  Ivan Baranchyk
- 2021 -  Tyson Fury KO 11  Deontay Wilder III — vedi Deontay Wilder vs. Tyson Fury III
- 2022 -  Leigh Wood TKO 12  Michael Conlan
- 2023 -  Luis Nery KO 11  Azat Hovhannisyan
- 2024 -  Raymond Ford TKO 12  Otabek Kholmatov